# مقدم برامج إذاعية

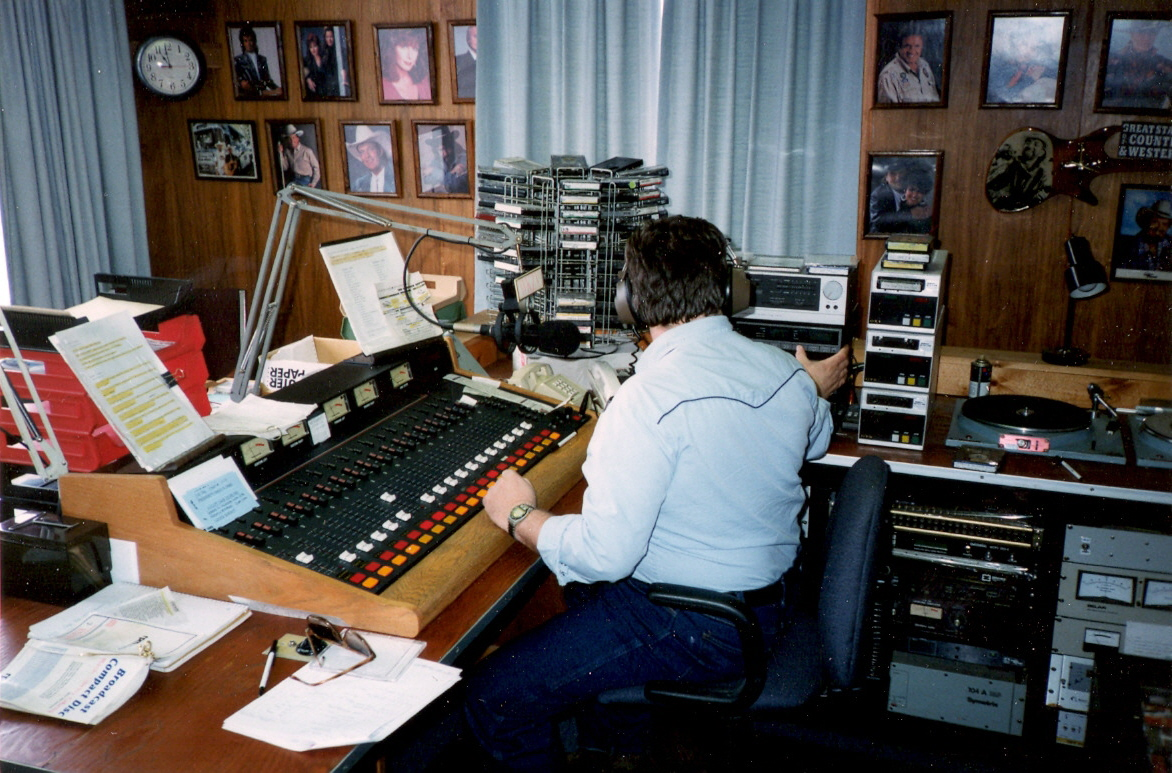
مقدم البرامج الإذاعية (Randy J. Allum) يباشر عمله في WKZV واشنطن 1997

الشخصية الإذاعية، أو مقدم الراديو، هو الشخص الذي لديه بث مباشر على الهواء في البث الإذاعي. وهو كذلك شخصية إذاعية تستضيف برنامجًا إذاعيا، كما تُعرف هذه الشخصية أيضًا باسم مضيف إذاعي، وفي الهند، وباكستان يطلق عليه مشهور راديو. شخصيات الراديو الذين يعملون على الموسيقى المسجلة، يُعرفون باسم منسقين الموسيقي، أو «دي جي». قد تشمل شخصيات البث الإذاعي، مضيفي الراديو المتكلمين، ومضيفي البرامج الإذاعية ( AM / FM )،

## الوصف
يمكن أن يكون مقدم البرامج الإذاعية، شخصًا يقدم أنواع من الموسيقى، ويناقشها. أو يستضيف برنامج حواري، وقد يتلقى مكالمات من المستمعين؛ وقد يقدم مقابلات مع المشاهير. أو يعطي الأخبار، أو الطقس، أو الرياضة، أو معلومات المرور. قد تبث شخصية الراديو البث المباشر، أو تستخدم تقنيات التتبع الصوتي.
على نحو متزايد في عام 2010، من المتوقع أن يكمل مقدمي البرامج الإذاعية عملهم على الهواء، من خلال نشر المعلومات عبر الإنترنت، مثل المدونات أو في منتدى ويب آخر. قد يكون هذا إما لتحقيق إيرادات إضافية، أو للتواصل مع المستمعين. باستثناء المحطات الإذاعية الصغيرة أو الريفية.